# Капустин Яр
Капустин Яр е ракетен полигон на Русия в Астраханска област, създаден през 1946 година за изпитване на първите балистични ракети. Координати: 48° 33′ северна дължина и 46° 17′ източна ширина.
Името на полигона идва от селище от градски тип, разположено наблизо. То има население от 6000 души (2004) и е с открит режим за граждани.
Недалеч от полигона се намира и град Знаменск, който се води „затворено административно-териториално образование“, т.е. селище със специален пропускателен режим.

## Изпитания
- А-4 (V-2) през октомври 1947 г.
- „Изделие Т“ (копия V-2) на 18 октомври 1947 г.
- С-25 „Беркут“ ?
- Р-1 на 10 октомври 1948 г.
- Р-11ФМ на 3 януари 1955 г.
- Р-5М на 20 януари 1955 г.
- Р-5М от щатна бойна част на 2 февруари 1956 г.
- Р-12 на 22 юни 1957 г.
- Р-13 през март 1959 г.
- Р-14 „Усовая“ на 6 юли 1960 г.
- Р-14У на 11 февруари 1962 г.
- 11К63 Космос на 16 март 1963 г.
- РТ-21М СС-20 на 21 септември 1974 г.
- ЗРС С-400 Триумф на 12 февруари 1999 г.
- С-400 на 3 март 2011 г.